# 비등방성

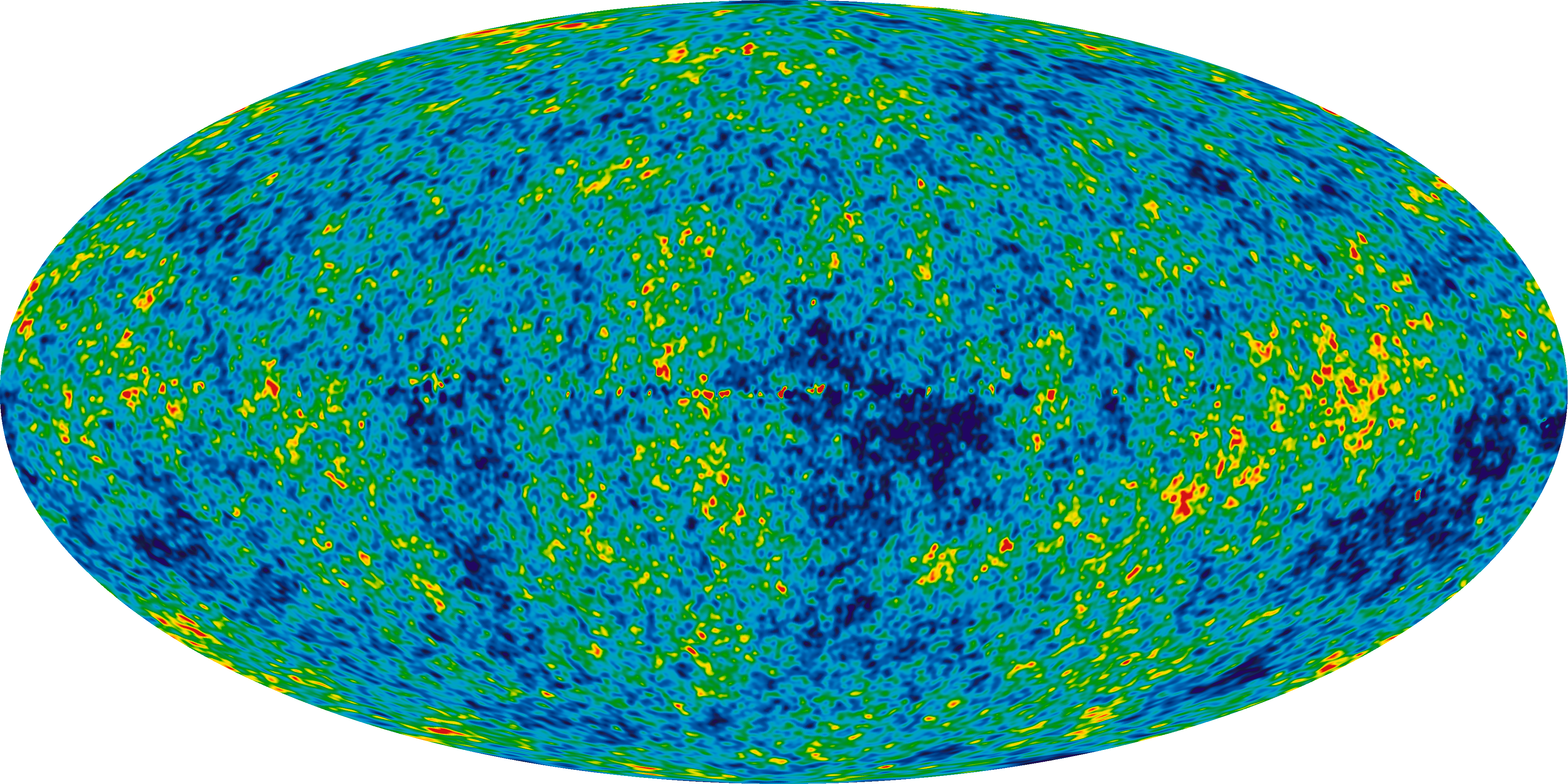
WMAP가 촬영한 우주 마이크로파 배경 복사의 미세한 비등방성 이미지

비등방성(非等方性, 영어: anisotropy) 또는 이방성(異方性)은 등방성과 반대로 방향에 따라 비균일적인 구조적 특성을 말한다. 비등방성 물체나 패턴은 측정 방향에 따라 다른 특성을 갖는다. 예를 들어, 많은 재료는 서로 다른 축을 따라 측정될 때 흡광도, 굴절률, 전도도, 인장 강도와 같은 매우 다른 물리적 성질 또는 재료의 기계적 속성을 나타낸다.
비등방성의 한 예는 편광자를 통과하는 빛이다. 다른 예로는 목재가 있는데, 결의 방향 비균일성 때문에 결을 가로지르는 것보다 결을 따라 쪼개기가 더 쉽다(결은 한 방향으로는 같지만 모든 방향으로는 같지 않다).

## 관심 분야

### 컴퓨터 그래픽스
컴퓨터 그래픽스 분야에서 비등방성 표면은 기하학적 법선을 중심으로 회전함에 따라 외형이 변하며, 이는 우단의 경우와 같다.
비등방성 필터링(AF)은 멀리 떨어져 있고 얕은 각도로 보이는 표면의 질감 이미지 품질을 향상시키는 방법이다. 양선형 및 삼선형 필터링과 같은 기존 기법은 표면이 보이는 각도를 고려하지 않아 질감에 에일리어싱 또는 흐릿함이 발생할 수 있다. 한 방향으로 다른 방향보다 세부 사항을 줄이면 이러한 효과를 쉽게 줄일 수 있다.

### 화학
입자 여과에 사용되는 화학 비등방성 여과 필터는 여과 방향으로 점점 더 작아지는 간극 공간을 가진 필터로서, 근위부 영역은 더 큰 입자를 여과하고 원위부 영역은 점점 더 작은 입자를 제거하여 더 큰 통과 흐름과 더 효율적인 여과를 초래한다.
형광 분광법에서 편광된 빛으로 여기된 샘플의 형광 편광 특성으로부터 계산되는 형광 비등방성은 예를 들어 거대분자의 형태를 결정하는 데 사용된다. 비등방성 측정은 광자의 흡수와 후속 방출 사이에 발생하는 형광체의 평균 각 변위를 보여준다.
NMR 분광법에서 가해진 자기장에 대한 핵의 방향은 화학 이동을 결정한다. 이 맥락에서 비등방성 시스템은 벤젠의 파이 시스템처럼 비정상적으로 높은 전자 밀도를 가진 분자의 전자 분포를 말한다. 이 비정상적인 전자 밀도는 가해진 자기장에 영향을 미치고 관찰된 화학 이동을 변화시킨다.

### 실제 이미지
중력에 묶이거나 인공적인 환경의 이미지는 방향 영역에서 특히 비등방성을 나타내며, 중력 방향(수직 및 수평)과 평행하거나 직교하는 방향에 더 많은 이미지 구조가 위치한다.

### 물리학

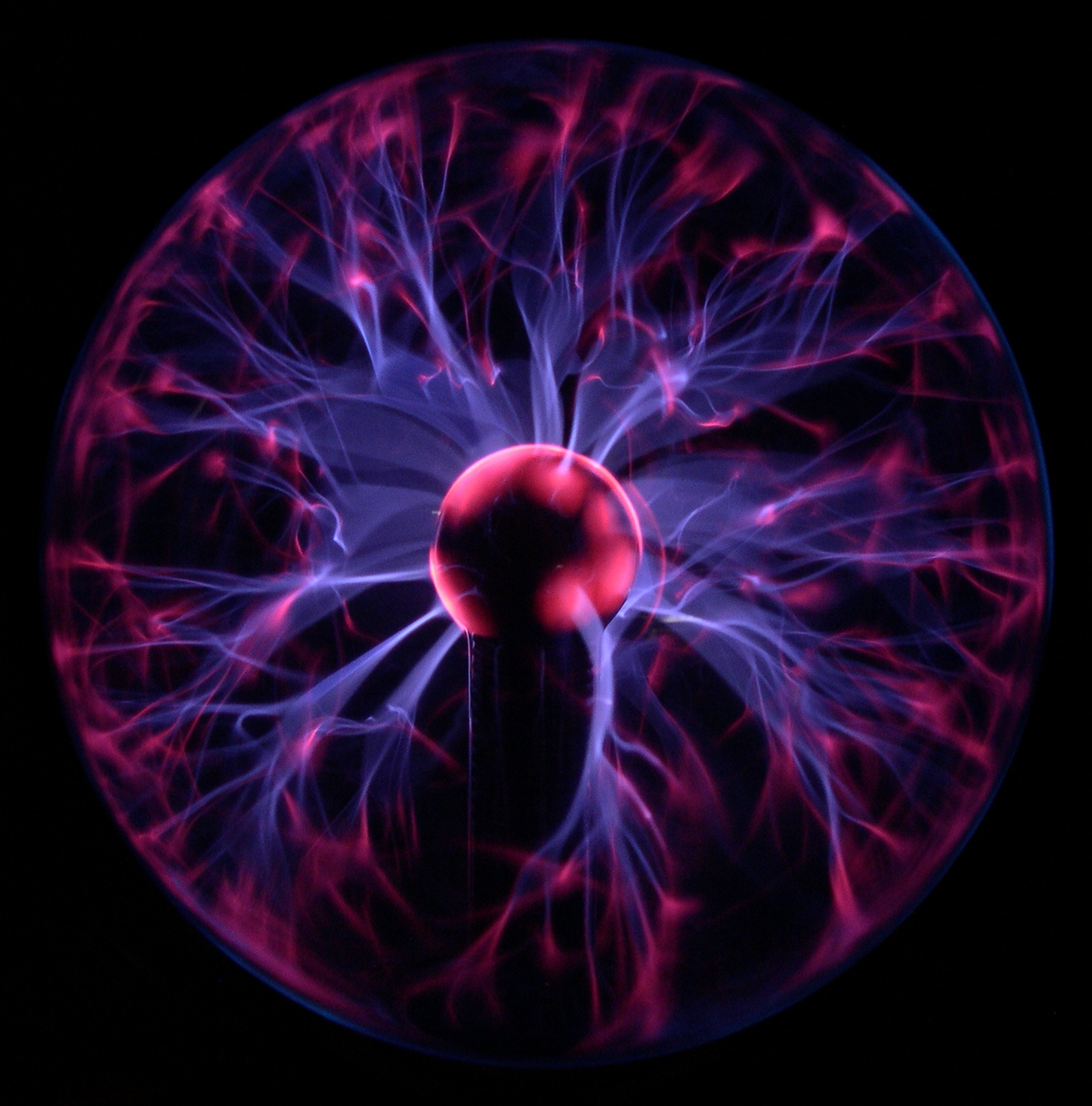
플라스마 구는 플라스마의 특성, 이 경우 "필라멘트 형성" 현상을 보여준다.

캘리포니아 대학교 버클리의 물리학자들은 1977년 우주 마이크로파 배경 복사에서 우주 비등방성을 발견했다고 보고했다. 그들의 실험은 방사선의 원천인 초기 우주 물질에 대한 지구의 운동으로 인해 발생하는 도플러 효과를 입증했다. 우주 비등방성은 은하의 회전축 정렬과 퀘이사의 편광각에서도 관찰되었다.
물리학자들은 비등방성이라는 용어를 재료의 방향 의존적 속성을 설명하는 데 사용한다. 예를 들어, 플라스마에서는 자기적 비등방성이 발생하여 자기장이 선호되는 방향으로 정렬될 수 있다. 플라스마는 또한 방향적인 "필라멘트 형성"을 보일 수 있다(번개 또는 플라스마 구에서 볼 수 있는 것과 같은).
비등방성 액체는 일반 액체의 유동성을 가지지만, 분자의 구조적 순서가 전혀 없는 물이나 클로로폼과 달리 분자 축을 따라 서로에 대한 평균 구조적 순서를 갖는다. 액정은 비등방성 액체의 예이다.
어떤 재료는 열을 전도하는 방식이 등방성, 즉 열원 주변의 공간 방향에 무관하다. 열전도는 비등방성인 경우가 더 흔하며, 이는 열적으로 관리되는 일반적으로 다양한 재료의 상세한 기하학적 모델링이 필요함을 의미한다. 일렉트로닉스에서 열원에서 열을 전달하고 방출하는 데 사용되는 재료는 종종 비등방성이다.
많은 결정은 빛에 대해 비등방성("광학적 비등방성")이며, 복굴절과 같은 속성을 나타낸다. 결정광학은 이러한 매질에서의 빛의 전파를 설명한다. "비등방성 축"은 등방성이 깨지는 축(또는 결정층에 수직인 것과 같은 대칭 축)으로 정의된다. 어떤 재료는 이러한 광학 축을 여러 개 가질 수 있다.

### 지구물리학 및 지질학
지진 비등방성은 방향에 따른 지진 파동 속도의 변화이다. 지진 비등방성은 지진 파장보다 작은 특징(예: 결정, 균열, 구멍, 층 또는 함유물)이 지배적인 정렬을 가질 때 재료의 장거리 질서를 나타내는 지표이다. 이 정렬은 탄성 파동 속도의 방향 변화를 초래한다. 지진 데이터에서 비등방성의 효과를 측정하면 지구의 과정과 광물학에 대한 중요한 정보를 얻을 수 있다. 지구의 지각, 맨틀, 내핵에서 상당한 지진 비등방성이 감지되었다.
독립적인 퇴적물 층을 가진 지질학적 구조는 전기적 비등방성을 나타낼 수 있다. 한 방향(예: 층에 평행한 방향)에서의 전기 전도도는 다른 방향(예: 층에 수직인 방향)에서의 전도도와 다르다. 이 속성은 석유 및 유전 탐사 산업에서 모래와 셰일 시퀀스에서 탄화수소를 포함하는 모래를 식별하는 데 사용된다. 탄화수소를 포함하는 모래 자원은 높은 저항률 (낮은 전도도)을 가지는 반면, 셰일은 낮은 저항률을 가진다. 층 평가 도구는 이 전도도 또는 저항률을 측정하며, 결과는 유정에서 석유와 가스를 찾는 데 사용된다. 석탄 및 셰일과 같은 일부 퇴적암에 대해 측정된 기계적 비등방성은 석탄 및 셰일 저장소에서 가스가 생산될 때 흡착과 같은 표면 속성의 해당 변화에 따라 변경될 수 있다.
대수층의 투수계수는 동일한 이유로 종종 비등방성이다. 배수로 또는 우물로의 지하수 흐름을 계산할 때 수평 투수율과 수직 투수율의 차이를 고려해야 한다. 그렇지 않으면 결과에 오류가 발생할 수 있다.
석영과 장석을 포함하여 가장 흔한 조암 광물은 비등방성이다. 광물의 비등방성은 광학적 특성에서 가장 확실하게 볼 수 있다. 등방성 광물의 예는 석류석이다.
화강암과 같은 화성암도 응고 과정 중 광물 방향에 따라 비등방성을 보인다.

### 의료 음향학
비등방성은 의료 초음파 영상에서 잘 알려진 속성으로, 트랜스듀서의 각도가 변경될 때 힘줄과 같은 연조직의 결과적인 에코 발생률이 다름을 설명한다. 트랜스듀서가 힘줄에 수직일 때 힘줄 섬유는 고에코(밝음)로 나타나지만, 트랜스듀서가 비스듬히 각을 이룰 때에는 저에코(어두움)로 나타날 수 있다. 이는 경험이 부족한 시술자에게 해석 오류의 원인이 될 수 있다.

### 재료과학 및 공학
재료과학에서 비등방성은 재료의 물리적 성질의 방향 의존성을 말한다. 이는 공학 응용 분야에서 재료 선택의 중요한 고려 사항이다. 등방성 평면에 수직인 축에 대해 물리적 성질이 대칭인 재료를 횡방향 등방성 재료라고 한다. 재료 속성의 텐서 표현을 사용하여 해당 속성의 방향 의존성을 결정할 수 있다. 단결정 재료의 경우, 비등방성은 결정 대칭과 관련되어 있으며, 더 대칭적인 결정 유형은 주어진 속성의 텐서 표현에서 독립적인 계수가 더 적다. 재료가 다결정인 경우, 속성의 방향 의존성은 종종 거친 가공 기술과 관련된다. 무작위로 방향이 지정된 결정립을 가진 재료는 등방성일 것이지만, 텍스처를 가진 재료는 종종 비등방성일 것이다. 텍스처링된 재료는 종종 냉간 압연, 와이어 인발, 열처리와 같은 가공 기술의 결과이다.
영률, 연성, 항복 강도, 고온 크리프 변형률과 같은 재료의 기계적 특성은 종종 측정 방향에 따라 달라진다. 4차 텐서 특성인 탄성 상수는 입방 대칭 재료에서도 비등방성이다. 영률은 등방성 재료가 탄성 변형될 때 응력과 변형률을 관련시키지만, 비등방성 재료의 탄성을 설명하기 위해 뻣뻣함 (또는 유연성) 텐서가 대신 사용된다.
금속에서는 비등방성 탄성 거동이 예를 들어 입방 결정의 세 가지 독립적인 계수를 가진 모든 단결정에 나타난다. 니켈 및 구리와 같은 면심 입방 재료의 경우, 뻣뻣함은 밀집된 평면에 수직인 <111> 방향을 따라 가장 높고 <100>에 평행하게 가장 작다. 텅스텐은 실온에서 거의 등방성이므로 두 가지 뻣뻣함 계수만 갖는다고 간주할 수 있다. 알루미늄은 거의 등방성인 또 다른 금속이다.
등방성 재료의 경우, {\displaystyle G=E/[2(1+\nu )],} 여기서 {\displaystyle G}는 층밀림 탄성률, {\displaystyle E}는 영률, {\displaystyle \nu }는 재료의 푸아송 비이다. 따라서 입방 재료의 경우 비등방성 {\displaystyle a_{r}}를 입방 재료에 대해 경험적으로 결정된 전단 탄성률과 그 (등방성) 등가 값의 비로 생각할 수 있다.
{\displaystyle a_{r}={\frac {G}{E/[2(1+\nu )]}}={\frac {2(1+\nu )G}{E}}\equiv {\frac {2C_{44}}{C_{11}-C_{12}}}.}
후자 표현은 제너 비율, {\displaystyle a_{r}}로 알려져 있으며, 여기서 {\displaystyle C_{ij}}는 탄성 상수를 포크트(벡터-행렬) 표기법으로 나타낸다. 등방성 재료의 경우 비율은 1이다.
입방 재료에 대한 제너 비율의 한계는 완벽히 비등방성인 강성 텐서의 모든 27개 구성 요소를 고려하는 텐서 비등방성 지수 AT에서 해소되며, {\displaystyle A^{I}}와 {\displaystyle A^{A}}의 두 가지 주요 부분으로 구성되며, 전자는 입방 텐서에 존재하는 구성 요소를 나타내고 후자는 비등방성 텐서에 존재하여 {\displaystyle A^{T}=A^{I}+A^{A}.} 이 첫 번째 구성 요소에는 수정된 제너 비율이 포함되며, 예를 들어 직교성 재료에 존재하는 재료의 방향 차이도 추가로 고려한다. 이 지수 {\displaystyle A^{A}}의 두 번째 구성 요소는 비입방 재료에서만 0이 아닌 강성 계수의 영향을 다루고 다른 경우에는 0으로 유지된다.
섬유 강화 또는 적층 복합 재료는 강화 재료의 방향으로 인해 비등방성 기계적 특성을 나타낸다. 탄소 섬유 또는 유리 섬유 기반 복합재료와 같은 많은 섬유 강화 복합재료에서 재료의 직조(예: 단방향 또는 평직)는 벌크 재료의 비등방성 정도를 결정할 수 있다. 섬유 방향의 조절 가능성은 재료에 가해지는 응력 방향에 따라 복합재료의 응용 기반 설계에 사용할 수 있다.
유리와 중합체와 같은 비정질 재료는 일반적으로 등방성이다. 고분자 재료에서 고분자의 고도로 무작위적인 방향 때문에 중합체는 일반적으로 등방성으로 기술된다. 그러나 기계적 구배 고분자는 가공 기술이나 비등방성 유도 요소의 도입을 통해 방향 의존적 특성을 갖도록 설계될 수 있다. 연구자들은 계층적으로 정렬된 생물학적 연질 물질을 모방하기 위해 정렬된 섬유와 공극을 가진 복합 재료를 만들어 비등방성 하이드로젤을 생성했다. 3D 프린팅, 특히 열용착 모델링(FDM)은 인쇄된 부품에 비등방성을 도입할 수 있다. 이는 FDM이 열가소성 재료 층을 압출하고 인쇄하도록 설계되었기 때문이다. 이는 인장 응력이 층에 평행하게 가해질 때 강하고 재료가 층에 수직일 때 약한 재료를 생성한다.

### 미세 가공
비등방성 식각 기술(깊은 반응성 이온 식각 등)은 미세 가공 공정에서 높은 종횡비를 가진 잘 정의된 미세 특징을 생성하는 데 사용된다. 이러한 특징은 MEMS (미세전기기계 시스템) 및 미세유체 장치에서 흔히 사용되며, 여기서 특징의 비등방성이 장치에 원하는 광학, 전기 또는 물리적 특성을 부여하는 데 필요하다. 비등방성 식각은 특정 결정면에 대해 특정 재료를 우선적으로 식각하는 특정 화학적 식각제(규소 [100]의 KOH 식각은 피라미드 형 구조를 생성)를 지칭할 수도 있다.

### 신경과학
확산 텐서 영상은 뇌에서 물 분자의 무작위 운동(브라운 운동)의 분수 비등방성을 측정하는 MRI 기술이다. 백색질 섬유로에 위치한 물 분자는 움직임이 제한적이기 때문에 비등방성으로 움직일 가능성이 더 높다(섬유로에 직교하는 두 차원보다 섬유로에 평행한 차원으로 더 많이 움직인다). 반면에 뇌의 나머지 부분에 분산된 물 분자는 움직임이 덜 제한적이므로 더 많은 등방성을 나타낸다. 이 분수 비등방성의 차이는 개인의 뇌에 있는 섬유로의 지도를 만드는 데 활용된다.

### 원격 탐사 및 복사 전달 모델링
반사 표면으로부터의 방사휘도 필드(BRDF 참조)는 종종 본질적으로 등방성이 아니다. 이는 어떤 장면으로부터 반사되는 총 에너지를 계산하기 어렵게 만든다. 원격탐사 응용 분야에서는 특정 장면에 대한 비등방성 함수를 도출할 수 있으며, 이는 장면의 순반사율 또는 (따라서) 순 복사조도 계산을 크게 단순화한다.
예를 들어, BRDF를 {\displaystyle \gamma (\Omega _{i},\Omega _{v})}라고 하자. 여기서 'i'는 입사 방향을 나타내고 'v'는 시야 방향(위성 또는 기타 장치에서처럼)을 나타낸다. 그리고 P는 장면의 총 반사율을 나타내는 평면 반사율이라고 하자.
{\displaystyle P(\Omega _{i})=\int _{\Omega _{v}}\gamma (\Omega _{i},\Omega _{v}){\hat {n}}\cdot d{\hat {\Omega }}_{v}}
{\displaystyle A(\Omega _{i},\Omega _{v})={\frac {\gamma (\Omega _{i},\Omega _{v})}{P(\Omega _{i})}}}
이는 정의된 비등방성 함수를 알면 단일 시야 방향(예: {\displaystyle \Omega _{v}})에서 BRDF를 측정하면 해당 특정 입사 형상(예: {\displaystyle \Omega _{i}})에 대한 총 장면 반사율(평면 반사율)을 측정할 수 있기 때문에 중요하다.

## 같이 보기
- 원형 대칭